# Вайю

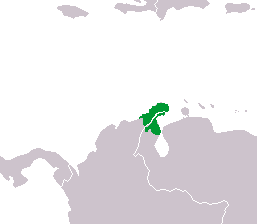
Область проживания вайю

Вайю́, Wayuu, Wayu, Wayúu, или гуахи́ро, Guajiro, Wahiro — индейский народ, проживающий в пустыне Гуахира на одноимённом полуострове на севере Колумбии и северо-западе Венесуэлы. Говорит на языке гуахиро аравакской семьи. Численность в Венесуэле составляет около 300 тыс. и в Колумбии — около 150 тыс.

## География
Вайю населяют засушливые земли пустыни Ла-Гуахира по обеим сторонам северной границы Венесуэлы и Колумбии вдоль побережья Карибского моря. По этим землям с довольно суровым климатом протекают две крупных реки — Ранчерия и Эль-Лимон, которые являются основными источниками воды для местного населения наряду с прудами, где население собирает воду во время сезона дождей.
Времена года — экваториальные: сезон дождей (Juyapu) с сентября по декабрь; сухой сезон (Jemial) с декабря по апрель; второй сезон дождей (Iwa) с апреля по май; и долгий сухой сезон с мая по сентябрь.

## История

### Восстание гуахиро

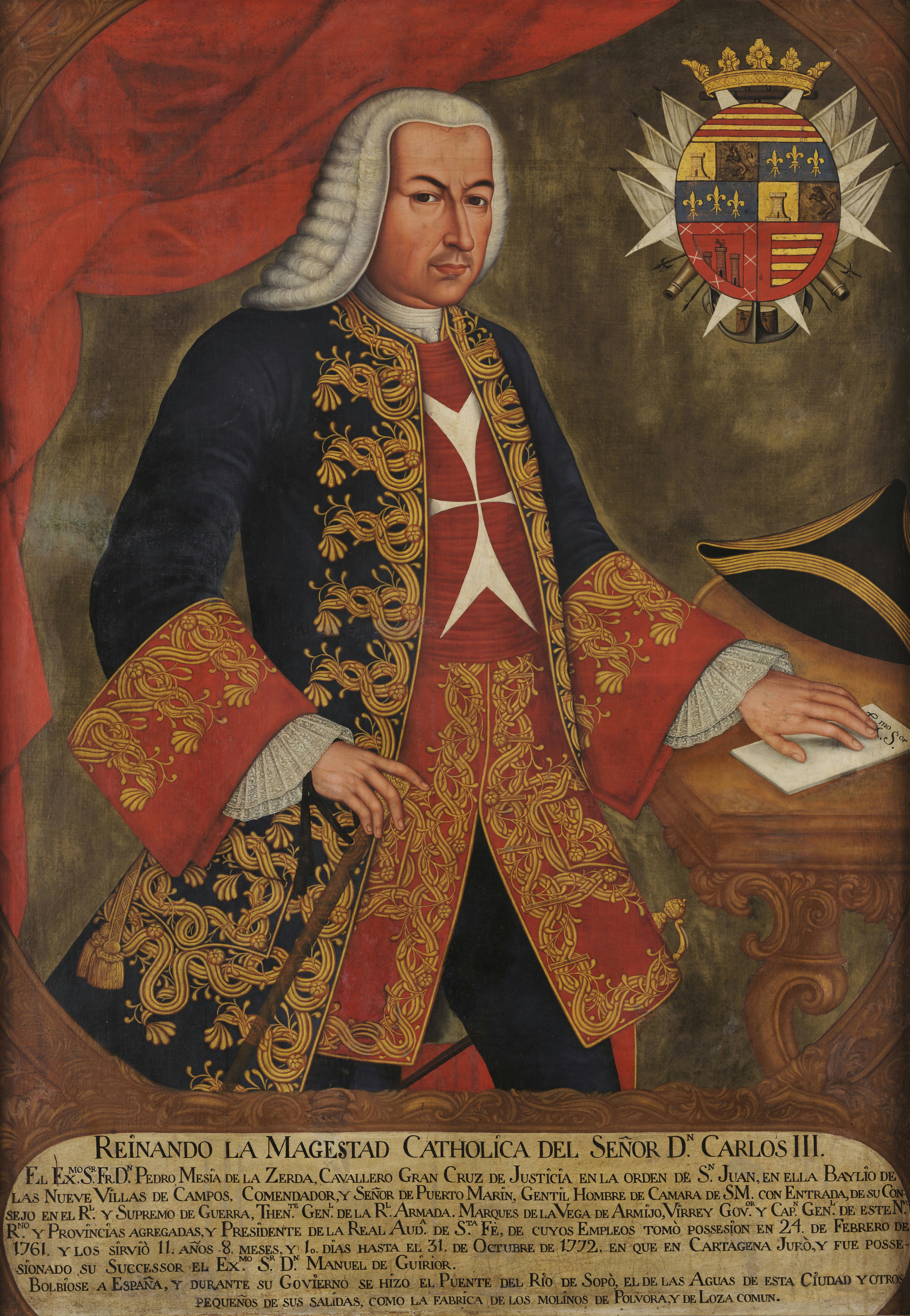
Педро Мессия де ла Серда, вице-король Новой Гранады.

Испанцам так никогда и не удалось покорить племя вайю; отношения между ними и испанцами находились в состоянии постоянно тлеющего конфликта. Произошло несколько восстаний: в 1701 году (тогда вайю уничтожили миссию капуцинов), в 1727 году (в нападении на испанцев участвовало более 2000 индейцев), в 1741, 1757, 1761 и 1768 годах. В 1718 году губернатор Сото де Эррера назвал их «варварами, конокрадами, достойными смерти, не знающими Бога, закона и короля». Из всех индейцев, живших на территории Колумбии, вайю единственные освоили искусство использования огнестрельного оружия и лошадей.
В 1769 году испанцы захватили в плен 22 вайю, с тем, чтобы использовать их как рабов на строительстве укреплений Картахены. Реакция индейцев оказалась неожиданной для захватчиков. 2 мая 1769 года в Эль-Ринконе близ Рио де ла Ача индейцы подожгли испанское поселение, уничтожили церковь и двух испанцев, которые пытались в ней скрыться. Они также взяли в плен священника. Испанцы немедленно направили экспедицию из Эль-Ринкона. Во главе экспедиции стоял Хосе Антонио де Сьерра, метис, который ранее возглавлял рейд, в ходе которого были захвачены упомянутые 22 пленника. Гуахиро вовремя обнаружили экспедицию и загнали в дом священника, который подожгли, при этом были убиты сам Сьерра и восемь его людей.
Об успехе восстания вскоре стало известно и в других местах, где проживали гуахиро (вайю). Как писал Мессия, на пике восстания в нём участвовало до 20 тыс. вооружённых индейцев. Многие из них приобрели огнестрельное оружие у британских и голландских контрабандистов, иногда даже у самих испанцев. Это позволило восставшим взять под свой контроль практически все поселения региона, которые они сожгли. По сообщениям властей, более 100 испанцев были убиты, многие также захвачены в плен. Восставшие также захватили много скота. Постепенно испанцам, пользуясь раздорами внутри индейцев, удалось погасить восстание, однако им так и не удалось обеспечить окончательный контроль над всей их территорией.

### Христианизация

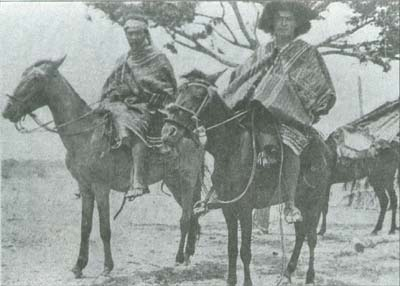
Вайю верхом на лошадях, 1928 год.

Процесс христианизации вайю начали практически заново в 1887 году вернувшиеся в Ла-Гуахиру капуцины во главе с преподобным братом Хосе Мария де Вальдевьехасом. В 1905 году папа Пий X образовал викариат Ла-Гуахира, а первым викарием был назначен брат Атанасио Висенте Солер и Ройо, который взялся за «цивилизацию» народа вайю.
Капуцины создали приюты для детей из племени вайю. Первым был создан приют Сьерра-Невада-де-Санта-Мария в 1903 году, затем приют Сан-Антонио в 1910 году близ реки Каланкала, приют Назарет в горах Серрания-де-Макуира в 1913 году. Создание приютов позволило капуцинам постепенно обеспечить контроль над расположенными поблизости ранчо. Капуцины постоянно посещали селения индейцев и приглашали их к участию в мессах. Дети вайю получали в приютах традиционное европейское образование. С тех пор конфликты между вайю и колумбийским правительством пошли на убыль. В 1942 году в городе Урибия впервые отпраздновали Рождество и Новый год.

## Образ жизни

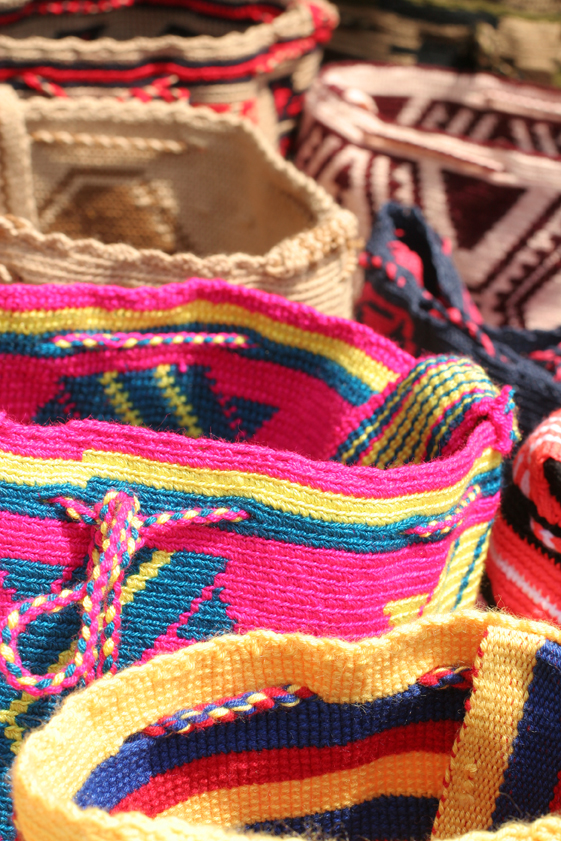
Шерстяные мешки ручной работы mochilas.

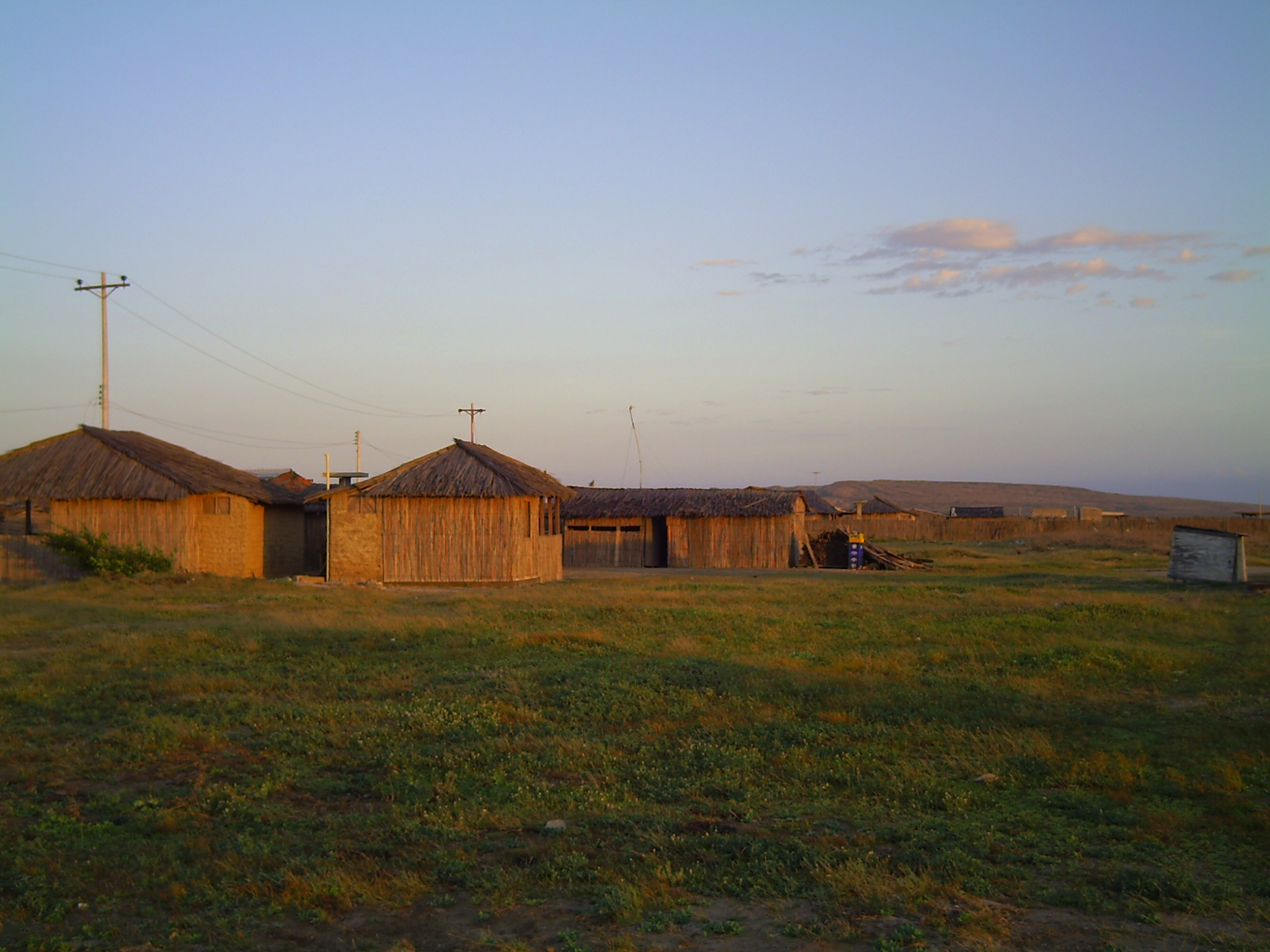
Ранчо племени вайю.

Традиционно селение вайю состояло из 5—6 домов, в совокупности образующих «касерии» или «ранчерии». Каждая «ранчерия» (ранчо) носила название по каком-либо растению, животному или географической местности. В семейной жизни вайю царил матриархат. Вайю никогда не создавали крупные города, ранчерии были обычно изолированы друг от друга, отстояли друг от друга на значительное расстояние, что позволяло владельцам контролировать свои стада и не смешивать их с чужими.
Типичный дом вайю представлял собой небольшое сооружение, именуемое piichi или miichi. Обычно он делился на две комнаты, в которых подвешивались гамаки, на которых вайю спали и хранили свои вещи, например, хлопчатобумажные сумки и керамические сосуды для жидкостей. Крыша покрывалась материалом из высушенных сердцевин кактусов. Стены традиционно изготавливались из yotojoro — саманных кирпичей из глины и высушенных стеблей сахарного тростника — однако со временем для изготовления стен начинают использоваться и современные материалы, такие, как цемент. Жилые кварталы были либо прямоугольными, либо полукруглыми.
Рядом с главным зданием обычно обустраивалась общая территория (веранда), подобная жилой комнате, однако почти полностью открытая. Обычно она выглядела в виде 6 столбов под плоской крышей и служила для ежедневных собраний и приёма посетителей, торговли и сиесты.